# Архангельский район (Краснодарский край)
Архангельский район — административно-территориальная единица в составе Азово-Черноморского и Краснодарского краёв, существовавшая в 1934—1953 годах. Центр — станица Архангельская
Архангельский район был образован 28 декабря 1934 года в составе Азово-Черноморского края. В его состав вошли 7 сельсоветов: Алексеевский, Архангельский, Новоархангельский, Отрадненский, Газырского зерносовхоза, Хопёрский, Юго-Северный.
13 сентября 1937 года Архангельский район вошёл в состав Краснодарского края.
22 августа 1953 года Архангельский район был упразднён, а его территория в полном составе передана в Тихорецкий район.